# Championnat d'Islande de football de deuxième division 1997
Navigation
Saison précédente Saison suivante
La saison 1997 de 2. Deild était la 43e édition de la deuxième division islandaise. Les 10 clubs jouent les uns contre les autres lors de rencontres disputées en matchs aller et retour.
Les 2 premiers du classement en fin de saison sont promus en 1. Deild, tandis que les 2 derniers sont relégués en 3. Deild.
Ce sont 2 clubs de la capitale, le þrottur Reykjavik et l'IR Reykjavik, qui sont promus en première division en fin de saison. Pour l'IR Reykjavik, c'est une première dans son histoire alors que pour le þrottur, il s'agit d'une remontée après 13 années passées en 2e et 3e division.
En bas de classement, les 2 promus de 3. Deild, l'UMFS Dalvík et le Reynir Sandgerði, retournent dès la fin de la saison en 3e division.

## Compétition

### Classement
Le barème de points servant à établir le classement se décompose ainsi :
- Victoire : 3 points
- Match nul : 1 point
- Défaite : 0 point

| Rang | Équipe                 | Pts | J  | G  | N | P  | Bp | Bc | Diff |
| ---- | ---------------------- | --- | -- | -- | - | -- | -- | -- | ---- |
| 1    | þrottur Reykjavik      | 40  | 18 | 12 | 4 | 2  | 40 | 21 | +19  |
| 2    | IR Reykjavik           | 39  | 18 | 12 | 3 | 3  | 50 | 25 | +25  |
| 3    | FH Hafnarfjörður       | 39  | 18 | 12 | 3 | 3  | 40 | 17 | +23  |
| 4    | Breiðablik Kopavogur R | 39  | 18 | 12 | 3 | 3  | 37 | 14 | +23  |
| 5    | þor Akureyri           | 22  | 18 | 6  | 4 | 8  | 22 | 34 | -12  |
| 6    | Fylkir Reykjavik R     | 20  | 18 | 5  | 5 | 8  | 24 | 26 | -2   |
| 7    | KA Akureyri            | 18  | 18 | 4  | 6 | 8  | 24 | 31 | -7   |
| 8    | Vikingur Reykjavik     | 16  | 18 | 4  | 4 | 10 | 21 | 31 | -10  |
| 9    | UMFS Dalvík P          | 12  | 18 | 3  | 3 | 12 | 22 | 41 | -19  |
| 10   | Reynir Sandgerði P     | 6   | 18 | 1  | 3 | 14 | 12 | 52 | -40  |

|  | Promu en 1. Deild      |
|  | Relégation en 3. Deild |

## Bilan de la saison
| Promotion et relégation |                                |
| Relégué en 3. Deild     | UMFS Dalvík Reynir Sandgerði   |
| Promu en 1. Deild       | þrottur Reykjavik IR Reykjavik |

## Meilleurs buteurs
| # | Buteurs              | Clubs                | Nb de Buts |
| - | -------------------- | -------------------- | ---------- |
| 1 | Kristjan Brooks      | IR Reykjavik         | 19         |
| 2 | Kjartan Einarsson    | Breiðablik Kopavogur | 16         |
| 3 | Einar Orn Birgisson  | þrottur Reykjavik    | 10         |
| 3 | Brynjar þor Gestsson | FH Hafnarfjörður     | 10         |
| 5 | Guðjon þorvardarson  | IR Reykjavik         | 8          |